# Lista de países por população em 1800
Essa é uma lista de países por população em 1800. Números estimados são para o início do ano e figuras com a população exata são para países que tiveram um censo no ano de 1800 (em várias datas daquele ano).
Nota: O agregado das populações irá exceder o total da população porque algumas entidades existiram dentro de vários estados. por exemplo, o Reino da Prússia e a Monarquia Habsburgo tinham territórios que também eram parte do Sacro Império. A Valáquia era um vassalo tanto do sultão otomano quanto do Império Russo.